# 鄭顯
鄭顯（1425年—？），字廷謨，浙江台州府臨海縣人，民籍。明朝政治人物。進士出身。

## 生平
浙江鄉試第四十四名。正統十三年（1448年）戊辰科會試第一百八名，殿試登進士第二甲第三十二名。

## 家族
曾祖鄭希文。祖父鄭世直。父亲鄭登壽。